# Польська Екстраліга з хокею 2018—2019
Чемпіонат Польщі з хокею 2019 — 84-ий чемпіонат Польщі з хокею, чемпіонат стартував 11 вересня 2018 року, завершився 13 квітня 2019. Учетверте за свою історію чемпіоном Польщі став ГКС Тихи.

## Учасники чемпіонату
| #  | Команда          | Місто          | Арена                                     | Місткість |
| -- | ---------------- | -------------- | ----------------------------------------- | --------- |
| 1  | Автоматика       | Гданськ        | Хала Олівія                               | 3 867     |
| 2  | Краковія         | Краків         | Штучна ковзанка імені Адама Ковалевського | 2 500     |
| 3  | ГКС Тихи         | Тихи           | Зимовий стадіон                           | 2 500     |
| 4  | ГКС Ястшембе     | Ястшембе-Здруй | Зимовий стадіон                           | 1 986     |
| 5  | Подгале          | Новий Торг     | Міський льодовий палац                    | 3 314     |
| 6  | Орлік            | Ополе          | Торополь                                  | 3 000     |
| 7  | Полонія          | Битом          | Осередок спорту та рекреації              | 3 000     |
| 8  | Унія             | Освенцим       | Льодова зала «МОЗіР»                      | 3 500     |
| 9  | ГКС Катовиці     | Катовиці       | Льодова арена «Сателіта»                  | 11 500    |
| 10 | Заглембє         | Сосновець      | Зимовий стадіон                           | 4 000     |
| 11 | Енергія (Торунь) | Торунь         | Тор-тор                                   | 2 997     |

## Попередній етап
| М   | Команда              | І  | В  | ВО | ВБ | ПО | ПБ | П  | Ш       | Різ  | О   |
| --- | -------------------- | -- | -- | -- | -- | -- | -- | -- | ------- | ---- | --- |
| 1.  | ГКС (Катовиці)       | 42 | 33 | 2  | 0  | 0  | 0  | 7  | 201:77  | +124 | 103 |
| 2.  | ГКС Тихи             | 42 | 30 | 3  | 1  | 3  | 1  | 4  | 199:86  | +113 | 102 |
| 3.  | Подгале (Новий Торг) | 42 | 27 | 2  | 2  | 0  | 1  | 10 | 157:85  | +72  | 90  |
| 4.  | ГКС (Ястшембе)       | 42 | 23 | 2  | 0  | 3  | 2  | 12 | 125:76  | +49  | 78  |
| 5.  | Краковія Краків      | 42 | 21 | 0  | 1  | 4  | 3  | 13 | 150:103 | +47  | 72  |
| 6.  | Енергія Торунь       | 42 | 18 | 2  | 1  | 1  | 2  | 18 | 138:115 | +23  | 63  |
| 7.  | Автоматика           | 42 | 18 | 1  | 0  | 3  | 2  | 18 | 117:110 | +7   | 61  |
| 8.  | Унія (Освенцім)      | 42 | 14 | 3  | 3  | 2  | 1  | 19 | 139:130 | +9   | 57  |
| 9.  | Заглембє Сосновець   | 42 | 12 | 2  | 3  | 1  | 1  | 23 | 108:153 | −45  | 48  |
| 10. | Орлік (Ополе)        | 42 | 5  | 3  | 1  | 3  | 0  | 30 | 94:210  | −116 | 26  |
| 11. | Полонія Битом        | 42 | 4  | 2  | 1  | 0  | 0  | 35 | 88:248  | −160 | 18  |
| 12. | U20                  | 22 | 2  | 0  | 0  | 2  | 0  | 18 | 39:162  | −123 | 8   |

## Плей-оф

### Попередній етап
- Унія (Освенцім) – Заглембє Сосновець 2:1
  - Унія (Освенцім) – Заглембє Сосновець 2:1 (0:1, 0:0, 2:0)
  - Заглембє Сосновець – Унія (Освенцім) 5:3 (3:1, 2:0, 0:2)
  - Унія (Освенцім) – Заглембє Сосновець 5:2 (3:0, 0:2, 2:0)
- Автоматика – Орлік (Ополе) 2:0
  - Автоматика – Орлік (Ополе) 6:1 (4:0, 2:0, 0:1)
  - Орлік (Ополе) – Автоматика 0:9 (0:2, 0:3, 0:4)

### Чвертьфінали
- ГКС Катовиці – Унія (Освенцім) 4:3
  - ГКС Катовиці – Унія (Освенцім) 8:3 (4:1, 4:0, 0:2)
  - Унія (Освенцім) – ГКС Катовиці 5:2 (1:1, 3:1, 1:0)
  - ГКС Катовиці – Унія (Освенцім) 6:3 (4:1, 0:1, 2:1)
  - Унія (Освенцім) – ГКС Катовиці 4:3 ОТ (2:1, 1:1, 0:1, 1:0)
  - ГКС Катовиці – Унія (Освенцім) 0:3 (0:0, 0:1, 0:2)
  - Унія (Освенцім) – ГКС Катовиці 2:4 (1:0, 0:3, 1:1)
  - ГКС Катовиці – Унія (Освенцім) 3:1 (2:0, 1:1, 0:0)
- ГКС Тихи – Автоматика 4:3
  - ГКС Тихи – Автоматика 5:0 (1:0, 2:0, 2:0)
  - Автоматика – ГКС Тихи 5:2 (2:0, 1:0, 2:2)
  - ГКС Тихи – Автоматика 1:3 (0:2, 0:1, 1:0)
  - Автоматика – ГКС Тихи 4:8 (1:3, 3:2, 0:3)
  - ГКС Тихи – Автоматика 1:2 (1:0, 0:1, 0:1)
  - Автоматика – ГКС Тихи 0:3 (0:1, 0:0, 0:2)
  - ГКС Тихи – Автоматика 2:0 (2:0, 0:0, 0:0)
- Подгале (Новий Торг) – Енергія Торунь 4:2
  - Подгале (Новий Торг) – Енергія Торунь 5:2 (1:0, 3:2, 1:0)
  - Енергія Торунь – Подгале (Новий Торг) 2:1 (1:0, 0:1, 1:0)
  - Подгале (Новий Торг) – Енергія Торунь 1:2 (1:0, 0:1, 0:1)
  - Енергія Торунь – Подгале (Новий Торг) 1:3 (0:2, 1:1, 0:0)
  - Подгале (Новий Торг) – Енергія Торунь 4:2 (1:0, 1:1, 2:1)
  - Енергія Торунь – Подгале (Новий Торг) 1:4 (1:1, 0:1, 0:2)
- ГКС (Ястшембе) – Краковія Краків 0:4
  - ГКС (Ястшембе) – Краковія Краків 1:2 (1:0, 0:2, 0:0)
  - Краковія Краків – ГКС (Ястшембе) 3:1 (3:1, 0:0, 0:0)
  - ГКС (Ястшембе) – Краковія Краків 0:3 (0:1, 0:0, 0:2)
  - Краковія Краків – ГКС (Ястшембе) 8:2 (3:1, 3:0, 2:1)

### Півфінали
- ГКС Катовиці – Краковія Краків 2:4
  - ГКС Катовиці – Краковія Краків 2:3 (0:0, 2:1, 0:2)
  - Краковія Краків – ГКС Катовиці 3:1 (1:0, 1:0, 1:1)
  - ГКС Катовиці – Краковія Краків 2:3 (1:1, 0:2, 1:0)
  - Краковія Краків – ГКС Катовиці 2:3 (0:1, 1:2, 1:0)
  - ГКС Катовиці – Краковія Краків 5:3 (3:0, 2:1, 0:2)
  - Краковія Краків – ГКС Катовиці 2:1 2ОТ (0:1, 1:0, 0:0, 1:0)
- ГКС Тихи – Подгале (Новий Торг) 4:3
  - ГКС Тихи – Подгале (Новий Торг) 4:1 (0:0, 2:1, 2:0)
  - Подгале (Новий Торг) – ГКС Тихи 2:1 ОТ (0:0, 0:0, 1:1, 1:0)
  - ГКС Тихи – Подгале (Новий Торг) 3:2 ОТ (1:1, 1:1, 0:0, 1:0)
  - Подгале (Новий Торг) – ГКС Тихи 5:2 (3:0, 1:1, 1:1)
  - ГКС Тихи – Подгале (Новий Торг) 3:4 ОТ (2:0, 1:1, 0:2, 0:1)
  - Подгале (Новий Торг) – ГКС Тихи 1:2 4ОТ (0:0, 1:1, 0:0, 0:1), переможний гол: Александр Шчехура (час матчу 125:40)[1]
  - ГКС Тихи – Подгале (Новий Торг) 7:1 (3:0, 2:0, 2:1)

### Фінал
- ГКС Тихи – Краковія 4:2 (2, 4, 7, 9, 11, 13 квітня)
  - ГКС Тихи – Краковія 2:1 (0:1, 1:0, 0:0)
  - Краковія – ГКС Тихи 3:1 (2:1, 0:0, 1:0)
  - ГКС Тихи – Краковія 3:5 (1:1, 1:3, 1:1)
  - Краковія – ГКС Тихи 0:4 (0:1, 0:2, 0:1)
  - ГКС Тихи – Краковія 4:2 (0:1, 2:1, 2:0)
  - Краковія – ГКС Тихи 1:2 (1:1, 0:0, 0:1)

### Матчі за 3 місце
- ГКС Катовиці – Подгале (Новий Торг) 2:1 (2, 4, 6 квітня)
  - ГКС Катовиці – Подгале (Новий Торг) 2:3 (0:1, 0:2, 2:0)
  - Подгале (Новий Торг) – ГКС Катовиці 1:4 (1:1, 0:2, 0:1)
  - ГКС Катовиці – Подгале (Новий Торг) 2:1 (1:0, 1:1, 0:0)

## Плей-аут
- I – 17 лютого 2019:
  - Заглембє Сосновець – Орлік (Ополе) 6:2 (2:2, 3:0, 1:0)
  - Напшуд Янув – Полонія Битом 5:0 тп.
- II – 20 лютого 2019:
  - Орлік (Ополе) – Напшуд Янув 3:5 (1:0, 1:3, 1:2)
  - Полонія Битом – Заглембє Сосновець 0:5 тп.
- III – 23 лютого 2019:
  - Напшуд Янув – Заглембє Сосновець 1:2 (0:1, 1:1, 0:0)
  - Полонія Битом – Орлік (Ополе) 0:5 тп.
- IV – 26 лютого 2019:
  - Орлік (Ополе) – Заглембє Сосновець 1:8 (0:4, 0:3, 1:1)
  - Полонія Битом – Напшуд Янув 0:5 тп.
- V – 1 березня 2019:
  - Заглембє Сосновець – Полонія Битом 5:0 тп.
  - Напшуд Янув – Орлік (Ополе) 4:5 (1:0, 0:3, 3:2)

Решта запланованих матчів не відбулось.
| Команда            | І  | В | ВО | ПО | П  | Шайби | Різ | О  |  |
| ------------------ | -- | - | -- | -- | -- | ----- | --- | -- |  |
| Заглембє Сосновець | 7  | 7 | 0  | 0  | 0  | 36:4  | 32  | 21 |  |
| Напшуд Янув        | 7  | 5 | 0  | 0  | 2  | 30:10 | 20  | 15 |  |
|                    |    |   |    |    |    |       |     |    |  |
| Орлік (Ополе)      | 8  | 5 | 0  | 0  | 3  | 31:23 | 8   | 15 |  |
| Полонія Битом      | 12 | 0 | 0  | 0  | 12 | 0:60  | -60 | 0  |  |